# Vincent Graczyk
Vincent Graczyk (* 5. Juli 1984 in Saint-Doulchard) ist ein französischer Radrennfahrer.
Vincent Graczyk ist seit 2006 als Radrennfahrer aktiv. In diesen Jahren gewann er zwei Etappen der Tour du Faso sowie jeweils eine Etappe der Tour du Cameroun und der Tour du Sénégal.
Vincent Graczyk ist ein Großneffe des Radrennfahrers Jean Graczyk, der unter anderem zweimal die Punktewertung bei der Tour de France für sich entschied.

## Erfolge
2007
- eine Etappe Grand Prix Chantal Biya
- eine Etappe Tour du Faso

2008
- eine Etappe Tour du Faso

2015
- eine Etappe Tour du Cameroun

2017
- eine Etappe Tour du Sénégal